# Anheuser-Busch InBev
Anheuser-Busch InBev, vaak kortweg AB InBev genoemd, is de grootste brouwerijketen ter wereld. De multinationale onderneming heeft haar hoofdzetel in Leuven (België).

## Activiteiten

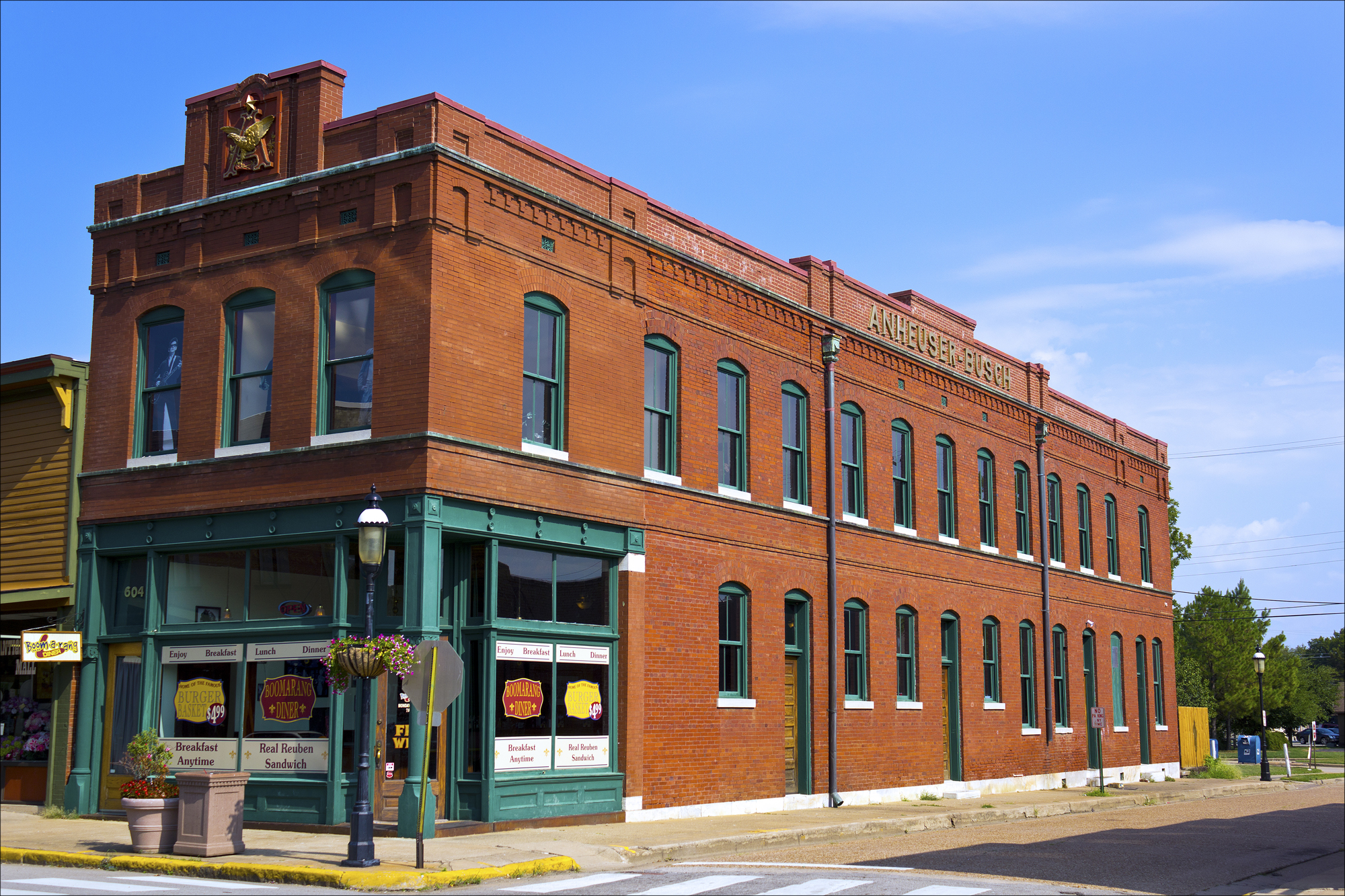
Arkansas

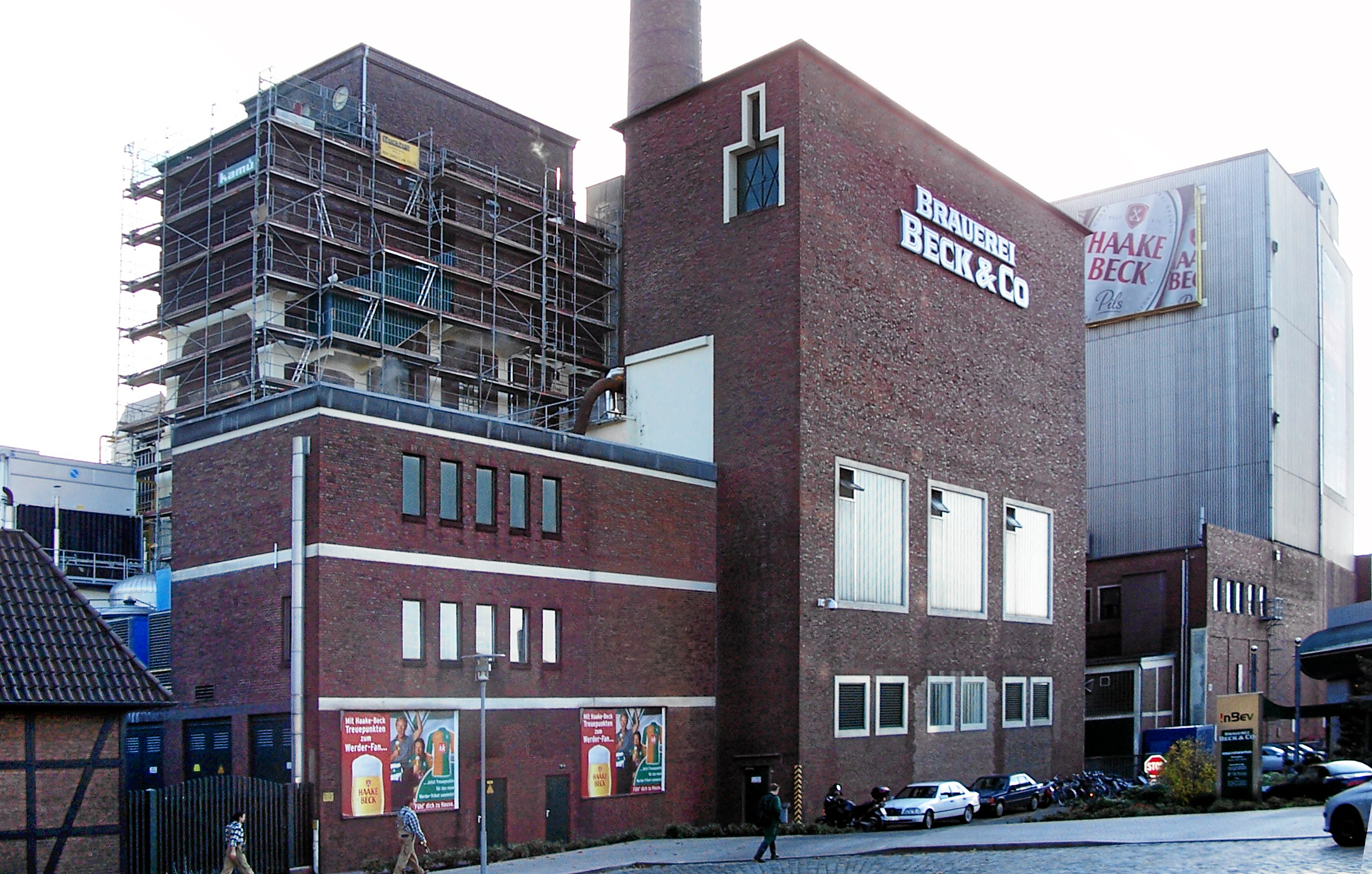
Bremen

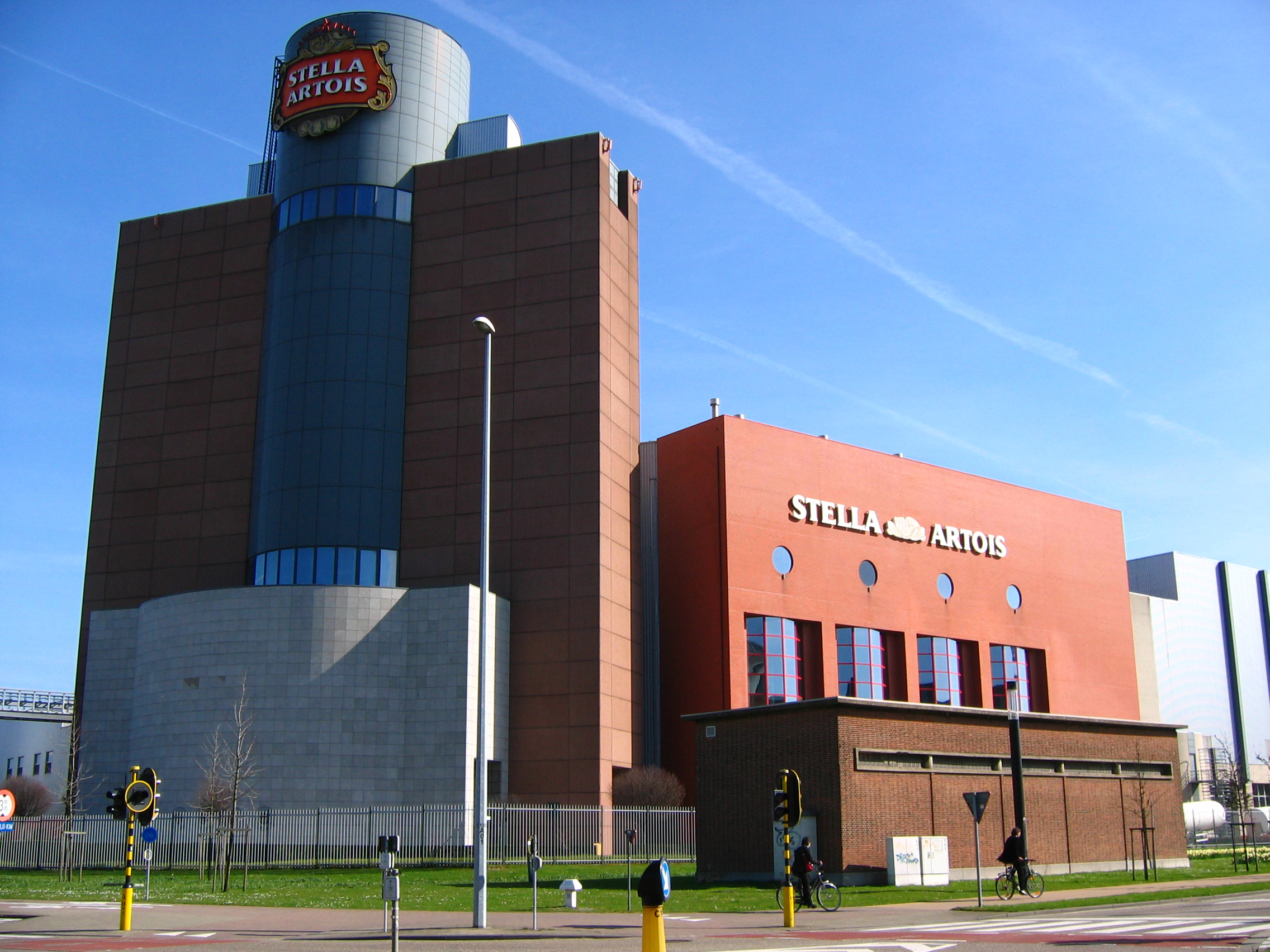
Leuven

AB InBev is de grootste bierproducent ter wereld en is de grootste beursgenoteerde onderneming van België. In 2023 verkocht het 585 miljoen hectoliter (hl) bier en frisdranken. Zo'n 70% van het volume wordt afgezet in Noord-, Midden- en Zuid-Amerika, met als grootste biermarkten de Verenigde Staten en Brazilië. België is een kleine afzetmarkt voor AB InBev met een biervolume van 5 miljoen hl en een marktaandeel van zo'n 50%. De Volksrepubliek China is een belangrijke groeimarkt. AB InBev heeft wereldwijd zo’n 155.000 werknemers in dienst.

### Marketingstrategie
AB InBev probeert zijn positie te behouden door middel van een marketingstrategie. Deze deelt de bieren van AB InBev op volgens drie categorieën:
- Wereldwijde merken; dit zijn de drie voornaamste merken van InBev:
  - Stella Artois (Belgisch): dit bier wordt in meer dan 80 landen verkocht.
  - Budweiser (Amerikaans): het populairste biermerk in de Verenigde Staten, wordt ook gedronken in het Verenigd Koninkrijk en Canada, AB InBev heeft plannen om het merk in verschillende nieuwe landen te lanceren.
  - Corona (Mexicaans)
- Multilandenmerken: hoewel deze merken wereldwijd succes hebben, spreken ze een specifiekere doelgroep aan volgens InBev. De reden hiervoor kan bijvoorbeeld zijn dat het bier zeer donker is, of een bepaald ingrediënt bevat waardoor het zich qua smaak sterk onderscheidt van andere bieren. Dit zijn Leffe, Hoegaarden, Goose Island, Franziskaner Weissbier en Beck's.
- Lokale kampioenen: deze merken hebben vooral een sterke traditie in eigen streek en kennen daar dan ook het meeste succes. Een voorbeeld hiervan Jupiler in België en Bud Light in de VS.

Bekende lokale "kampioenen" in België zijn Belle-Vue, Hoegaarden, Jupiler, Leffe, Piedboeuf, Stella Artois en Tripel Karmeliet. In Nederland is de groep eigenaar van enkele biermerken, zoals Dommelsch en Hertog Jan.
Tegen eind 2025 wil AB InBev dat minstens 20% van het wereldwijde biervolume bestaat uit alcoholvrij of alcoholarm bier.
Naast de hoofdactiviteit verhuurt het bedrijf ook vastgoed aan café-uitbaters (voornamelijk in België) en sponsorde het onder de naam Stella Artois Music beginnende muziekgroepen en bekende muziekfestivals.

### Resultaten
In de onderstaande figuur staan de financiële resultaten van AB InBev sinds 2009. In de laatste kolom zijn ook de verkopen opgenomen in hectoliters (hl). De sterke winstgroei in 2013 was vooral het gevolg van de herwaardering van het belang in Grupo Modelo na het overnamebod door AB InBev. Na de inlijving van SABMiller is de nettoschuld van het bedrijf sterk gestegen. Stond deze nog op US$ 42,2 miljard per jaareinde 2015, een jaar later was dit ruimschoots verdubbeld naar US$ 108 miljard. Per 31 december 2022 was de totale rentedragende schuld nog US$ 78 miljard. In 2020 daalde de verkopen met 6% in volumetermen en het bedrijf nam een eenmalige extra afschrijving op de bezittingen waardoor het met een verlies het jaar afsloot.
| Jaar | Omzet       | EBITDA (Genormaliseerd) | Nettoresultaat | Nettoresultaat (Genormaliseerd) | Volume (in hl) |
| Jaar | (× miljoen) | (× miljoen)             | (× miljoen)    | (× miljoen)                     | (× miljoen)    |
| ---- | ----------- | ----------------------- | -------------- | ------------------------------- | -------------- |
| 2009 | $ 36.758    | $ 14.387                | $ 4613         | $ 3927                          | 409            |
| 2010 | $ 36.297    | $ 13.685                | $ 4026         | $ 5040                          | 399            |
| 2011 | $ 39.046    | $ 15.112                | $ 5855         | $ 6449                          | 399            |
| 2012 | $ 39.758    | $ 15.493                | $ 7160         | $ 7201                          | 403            |
| 2013 | $ 43.195    | $ 23.428                | $ 14.394       | $ 7936                          | 425            |
| 2014 | $ 47.063    | $ 18.465                | $ 9216         | $ 8865                          | 459            |
| 2015 | $ 43.604    | $ 17.057                | $ 8273         | $ 8513                          | 457            |
| 2016 | $ 45.517    | $ 16.360                | $ 1241         | $ 4853                          | 500            |
| 2017 | $ 56.441    | $ 21.429                | $ 7996         | $ 7967                          | 613            |
| 2018 | $ 54.619    | $ 22.080                | $ 4368         | $ 6793                          | 567            |
| 2019 | $ 52.329    | $ 21.078                | $ 8748         | $ 8086                          | 561            |
| 2020 | $ 46.881    | $ 17.321                | $ −650         | $ 3807                          | 531            |
| 2021 | $ 54.304    | $ 19.209                | $ 4670         | $ 5723                          | 582            |
| 2022 | $ 57.786    | $ 19.843                | $ 5969         | $ 6454                          | 595            |
| 2023 | $ 59.380    | $ 19.976                | $ 5341         | -                               | 585            |

## Aandeelhouders
Het aandeel staat genoteerd op diverse aandelenbeurzen. De grootste aandeelhouder met stemrecht is de Stichting Anheuser Busch InBev die in Nederland is gevestigd. Deze stichting heeft ruim 41% van de aandelen. Deze stichting werkt samen met een aantal andere aandeelhouders en als groep controleren deze aandeelhouders met 52,2% van het stemrecht de onderneming.

## Geschiedenis
Het bedrijf ontstond in 2004 onder de naam InBev uit een fusie tussen het Belgische Interbrew en het Braziliaanse AmBev. De veranderingen die de brouwerij na de fusie heeft doorgevoerd hebben gezorgd dat InBev een hogere winstmarge heeft, onder meer in de moeilijke markt in West-Europa. De brouwerij zei op deze manier haar toekomst structureel veilig te stellen en haar concurrentiepositie te verstevigen.
Deze koers stuitte op kritiek, voornamelijk uit de hoek van bierverenigingen en caféhouders. De brouwerij schonk meer aandacht aan de omzet en minder aan bijvoorbeeld bijzondere authentieke bieren met een kleinere winstmarge, zoals de Belle-Vue Selection Lambic. Die laatste werden langzaam van de markt verwijderd. Ook in deze strategie zijn de glazen voor caféhouders vergroot, zodat het aantal pintjes per vat verkleint. Meer omzet voor InBev, minder voor de uitbater.

### Fusie met Anheuser-Busch
Op 12 juni 2008 maakte InBev bekend dat het een bod van US$ 46 miljard had uitgebracht op Anheuser-Busch om deze grootste brouwerij van de Verenigde Staten over te nemen. Nadat InBev het bod tot US$ 52 miljard verhoogde, nam de raad van bestuur van Anheuser-Busch op 13 juli 2008 het bod aan. Door deze overname werd InBev de grootste brouwerij ter wereld met een jaaromzet van US$ 36 miljard. De naam van het bedrijf werd nadien veranderd in "Anheuser-Busch InBev" of afgekort "AB InBev".
Op 29 juni 2012 maakte AB InBev bekend dat het de volledige eigenaar wordt van de grootste Mexicaanse brouwerij Grupo Modelo. AB InBev was tot dan voor 50% eigenaar van het bedrijf na de overname van Anheuser-Busch in 2008. Met de overname was er een bedrag gemoeid van US$ 14,2 miljard. Op 1 juli 2012 - de eerste beursdag na bekendmaking van de overname - bereikte AB InBev op de Euronext een beurswaarde van boven de € 100 miljard. Het was de eerste maal dat een Belgisch bedrijf die grens passeerde.

#### Overname SAB Miller
In 2015 onderhandelde AB InBev om tot een fusie te komen met SABMiller, de nummer twee in de wereldproductie van bier. AB InBev deed bij herhaling een aanbod dat telkens wegens onvoldoende werd afgewezen. Op 13 oktober 2015 bereikten de twee overeenstemming. AB InBev had het bod verhoogd naar £ 44 per aandeel in contanten, maar sommige grootaandeelhouders konden kiezen voor aandelen AB InBev. Daarmee werd SABMiller gewaardeerd op ruim € 95 miljard. De combinatie resulteert in de grootste bierbrouwer met een globaal marktaandeel van zo'n 30% en een jaaromzet van £ 64 miljard. De nieuwe groep zal bedrijfsonderdelen moeten verkopen, waaronder in de Verenigde Staten en de Volksrepubliek China, om van de toezichthouders toestemming te krijgen.
Begin maart 2016 werd bekend dat SABMiller het belang van 49% in CR Snow gaat verkopen aan China Resources Beer voor US$1,6 miljard. Deze laatste heeft al een belang van 51% in CR Snow. De verkoop werd in oktober 2016 definitief toen duidelijk werd dat SABMiller door AB InBev overgenomen mocht worden. CR Snow verkoopt in China ongeveer 100 miljoen hl bier.
In mei 2016 gaf de Europese Commissie groen licht voor de acquisitie van SABMiller. Wereldwijd zal de fusieonderneming twee keer zo veel bier verkopen en vier keer zoveel winst maken als Heineken, in mei 2016 de derde grootste brouwerij, en vijf keer meer bier en twaalf keer meer winst dan Carlsberg, nu de vierde grootste bierbrouwer. Er zijn wel diverse voorwaarden gesteld. AB InBev zal de bieractiviteiten van SABMiller in Frankrijk, het Verenigd Koninkrijk, Tsjechië, Hongarije, Polen, Roemenië en Slowakije verkopen. Voor de bedrijfsonderdelen in Italië en Nederland is dit al gebeurd, de koper is de Japanse brouwerij Asahi. Eind september keurden de aandeelhouders de overname goed en vanaf 10 oktober gaat de combinatie verder onder de naam AB InBev. In maart 2017 werd de verkoop van de SABMiller activiteiten in Centraal en Oost-Europa afgerond.

### Rusland
Nadat Interbrew in 2004 volledige zeggenschap kreeg over SUN-Interbrew in Rusland en Oekraïne, verkocht InBev in 2005 zijn belang in de Yekaterinburg Brewing Company "Patra" aan Alfa-Eco die het vervolgens weer doorverkocht aan Heineken. In 2009 opende AB InBev een nieuwe brouwerij in Angarsk. In 2014 besloot ze ook de "nieuwe" brouwerij in Angarsk al weer te sluiten, hogere accijnzen en maatregelen omtrent het tegengaan van alcoholmisbruik deden de bierconsumptie dalen. Eerder al sloot men de brouwerijen in Perm, Koersk (in 2012) en Novocheboksarsk en behield men nog vijf brouwerijen in Klin, Ivanovo, Volzjski, Saransk en Omsk. In 2018 startte AB InBev een joint-venture met het Turkse Anadolu Efes, die zes brouwerijen in Rusland bezit, waardoor ze samen de grootste brouwerij in Rusland werden na Baltika (onderdeel van Carlsberg) en in Oekraïne. Anadolu-Efes kreeg de operationele zeggenschap over de joint-venture.
Naar aanleiding van de inval van Rusland in Oekraïne in 2022 trok AB InBev zich terug uit Rusland door zijn belang in de joint-venture over te dragen aan Anadolu Efes. Anadolu Efes zou AB InBev compenseren in de loop van de jaren op basis van de resultaten van de joint-venture. In augustus 2024 werd bekend dat deze oplossing werd afgekeurd door de Russische autoriteiten. Het voorstel veranderde, Anadolu-Efes zou de Russische onderdelen in z'n geheel overnemen in ruil voor de overname van de Oekraïense onderdelen door AB InBev. Maar ook dit plan ging niet door nadat de Russische president Poetin per decreet de joint-venture (tijdelijk) onder te brengen bij Vmeste, een holding opgericht in 2023 door Nikolaj Tjoernikov.

### Beursnotering in Azië
Voor 19 juli 2019 was de beursnotering van de Aziatische tak van AB InBev op de beurs van Hongkong gepland. De activiteiten vallen onder Budweiser Brewing Company APAC Limited. De Budweiser Company telde meer dan 50 merken, waaronder Budweiser, Stella Artois en Corona. De belangrijkste afzetmarkten waren China, Australië, Zuid-Korea, India en Vietnam. In 2018 was de totale omzet in Azië zo'n US$ 8,5 miljard en de nettowinst US$ 1,4 miljard (€ 1,23 miljard). Dit was ongeveer 10-15% van het totaal van AB InBev. Er zouden 1,6 miljard aandelen aangeboden worden tegen een prijs van HKD 40-47 (circa 4,5-5,3 euro) per aandeel. De opbrengst was bestemd voor de aflossing van schulden. De belangstelling bij de beleggers viel echter tegen waardoor de beursgang niet is doorgegaan.
Nog geen week later maakte AB InBev de verkoop bekend van de activiteiten in Australië. Het Japanse Asahi neemt deze over voor een bedrag van US$ 11,3 miljard, inclusief schulden. Asahi krijgt hiermee de biermerken Carlton en Great Northern Brewing Company in handen en ook het recht om andere AB InBev biermerken in het land te verkopen. Asahi had eerder een bod gedaan, maar dat werd afgewezen omdat AB InBev alle Aziatische activiteiten naar de beurs wilde brengen. De opbrengst zal door AB InBev worden gebruikt om schulden af te lossen.
Op 24 september 2019 ging Budweiser Company alsnog naar de beurs. De activiteiten van Australië, een verzadigde markt met beperkte groeimogelijkheden, waren eerder verkocht. Budweiser Company is voornamelijk actief in groeimarkten en dit is voor de nieuwe aandeelhouders een aantrekkelijker propositie. De aandelen werden voor HK$ 27 (US$ 3,44) per stuk verkocht en AB InBev ontving US$ 5 miljard in totaal. De totale beurswaarde van Budweiser Company kwam uit op US$ 46 miljard.
In december 2020 verkocht AB InBev een aandelenbelang van 49% in zijn blikjesfabrieken in de Verenigde Staten aan Apollo Global Management Inc. Deze laatste betaalde hiervoor US$ 3 miljard en AB InBev gebruikt het geld om de schuldenlast te verminderen. Het heeft het recht om vijf jaar na het sluiten van de transactie het minderheidsbelang terug te kopen.

## Mededinging

### Nederlandse markt
In 2007 ontliep InBev een boete van de Europese Commissie (EC) vanwege verboden prijsafspraken met Heineken, Grolsch en Bavaria tussen 1996 en 1999. Bij inspecties had de EC handgeschreven aantekeningen gevonden van geheime besprekingen in hotels en restaurants waarin de bierverkopen aan supermarkten en horeca-ondernemingen werden verdeeld. De afspraken zouden op het hoogste niveau van de bedrijven zijn gemaakt. Volgens toenmalig Europees Commissaris voor Mededinging Neelie Kroes was het samenspannen van brouwers om de Nederlandse markt onder elkaar te verdelen en de prijzen op te drijven een duidelijke schending van de mededingingswetgeving. De vier zouden ook geprobeerd hebben hun sporen te verbergen door codenamen te gebruiken, waaruit bleek de bierbrouwers wisten dat hun afspraken illegaal waren. De vier brouwers hadden vrijwel de gehele Nederlandse biermarkt in handen, met een aandeel van ongeveer 50% voor Heineken en 15% voor elk van de andere drie. InBev wist een boete te voorkomen door informatie te verstrekken over het kartel aan de EC die "doorslaggevend" was voor het onderzoek. Heineken kreeg een boete van € 219 miljoen, Grolsch een boete van € 31 miljoen en Bavaria van € 22 miljoen; toentertijd was dit de hoogste kartelboetes ooit die aan Nederlandse bedrijven waren opgelegd door de EC.

### Belgische markt
In juni 2016 opende de EC een onderzoek naar de activiteiten van AB InBev op de Belgische markt. Eind 2017 beschuldigde de EC in een voorlopig oordeel AB InBev ervan zijn dominante positie op de Belgische markt misbruikt te hebben om de invoer van zijn eigen bieren uit het buitenland (aan goedkopere tarieven) tegen te werken. Volgens EC commissaris voor Mededinging Margrethe Vestager belemmerde AB InBev al sinds 2009 de vrije mededinging en "betaalde de Belgische consument mogelijk te veel voor zijn favoriete bier". Concreet zou AB InBev onder andere de Franstalige tekst op Nederlandse blikjes en de Nederlandstalige tekst op Franse blikjes van Leffe en Jupiler eraf hebben gehaald zodat deze niet in Wallonië respectievelijk Vlaanderen ingevoerd en verkocht zouden kunnen worden. Ook zouden Nederlandse verkopers bepaalde promoties niet gekregen hebben als de kans bestond dat ze de goedkopere producten daarna in België zouden invoeren. Volgens handelsfederatie Comeos klopte het dat Belgische handelaars hun bier duurder zouden moeten inkopen. De federatie reageerde tevreden op het onderzoek van de Europese Commissie. AB InBev heeft gepoogd een schikking te treffen in deze mededingingszaak, maar de EC wil de bierproducent beboeten. In mei 2019 heeft de EC een boete opgelegd van € 200 miljoen voor het overtreden van de EU-mededingingsregels.

### Indiase markt
Op 11 oktober 2018 voerde de Indiase mededingingsautoriteit, de Competition Commission of India (CCI), huiszoekingen uit in de Indiase kantoren van AB InBev, Carlsberg en United Breweries in een onderzoek naar illegale prijsafspraken die de bedrijven zouden gemaakt hebben. Een van de drie bedrijven zou de CCI getipt hebben in ruil voor strafvermindering. Bij de huiszoekingen zouden e-mailgesprekken zijn gevonden die bewijzen dat de bedrijven prijsafspraken maakten. In september 2021 werden de resultaten van het onderzoek bekendgemaakt, Carlsberg kreeg een boete van US$ 16 miljoen en United Breweries van US$ 102 miljoen. Omdat AB-InBev melding had gemaakt, kreeg deze geen boete.